# Маленький помічник Санти (фільм)
Маленький помічник Санти (англ. Santa's Little Helper) — американський комедійний фільм випущений компанією «WWE Studios». В головних ролях: Майк Мізанін, Сарая-Джейд Бевіс, Анна-Лінне МакКорд та Маріс Уелле. Режисер — Гіл Юнгер. Прем'єра фільму відбулась 17 листопада 2015 року.

## Сюжет
Дакс (Майк Мізанін) — жадібний, матеріалістично корисливий чоловік, який в першій сцені фільму закриває молодіжний громадський центр за кілька днів до Різдва. Згодом Дакса звільняють з корпорації, оскільки він живе не в міру своїх можливостей, втрачає свою дівчину, машину і незабаром був виселений із свого будинку.
Тим часом на Північному полюсі Санта-Клаус (Ерік Кінлейсайд) шукає заміну Маленькому помічникові Санти, другого командира. Елеонора (Пейдж), дочка колишнього помічника, вважає, що робота повинна бути її, але Санта, вважаючи, що Північний полюс міг би використати вплив людини, поручає Біллі (Анна-Лінн Маккорд), перевірити Дакса як можливого кандидата. Біллі — доброзичливий ельф, який відрізняється від багатьох своїх ельфійських братів через генетичний дефект, через який у неї круглі вуха.
Біллі дає Даксу ряд складних і незручних завдань, щоб перевірити його, час від часу спасаючи його магією Північного полюса, не виявляючи, що Санта хоче його найняти. Спочатку Даксу не вдається справлятися з випробуваннями, але згодом у нього виходить все краще, одночасно з тим він пробує розпочати відносини з Біллі. Після того, як Дакс допомагає жертві пограбування, повернути дорогоцінне кільце, Біллі оголошує його підходящим до цієї посади.
Дакс не вірить заяві Біллі працювати на Санту, тому Санта приїжджає додому Дакса, щоб переконати його. Спогади показують, що Дакс колись був оптимістичним та доброзичливим, поки його не підставили з крадіжкою грошей з молодіжного центру, який закрили на початку фільму.
Дакс приймає пропозицію Маленького помічника Санти, але Елеонора, використовуючи незрозумілий закон Північного полюса, кидає виклик йому на пропозицію, коли переможець визначається шляхом смуги перешкод. Дакс програє, а Елеонора стає Маленьким помічником Санти.
Дакс повертається додому, вкравши чарівний дзвін, який може здійснити бажання і планує використовувати його для врятування молодіжного центру. Санта вмішується і зупиняє спроби використання магії, тому Дакс виступає з бурхливою промовою, щоб згуртувати громаду та врятувати молодіжний центр від закриття та директора, який насправді вкрав з нього гроші. Санта вносить Елеонору в список неслухняних за її погану спортивну поведінку під час змагань, тим самим дискваліфікуючи її з посади. Дакс і Біллі потім пристрасно цілуються під чарівним снігопадом.

## У ролях
- Майк Мізанін у ролі Дакса
- Анна-Лінн Маккорд у ролі Біллі
- Сарая-Джейд Бевіс у ролі Елеонори
- Ерік Кінлейсайд[en] у ролі Санта Клауса
- Маріс Уелле у ролі Мелоді
- Пітер Келаміс[en] у ролі Езра
- Остін Абелл у ролі дитини № 1
- Ніколас Холмс у ролі дитини № 2
- Ділан Шмід у ролі Маркуса
- Кетрін Кіркпатрік у ролі місіс Клаус
- Джефф Густафсон у ролі Фіца
- Том Макларен в ролі Гарві
- Карен Холнес у ролі Міріам
- Бен Вілкінсон у ролі Лейн
- Мітчелл Куммен у ролі Янг Дакса
- Брюс Блейн у ролі байкера № 1
- Патрік Спарлінг у ролі байкер № 2
- Джон Стюарт у ролі оператора евакуатора
- Ентоні Шудра у ролі іменинника
- Гектор Джонсон у ролі охоронця
- Лукас Рожен у ролі Томмі
- Джошуа Мореттін у ролі Майка